# Hemisaga lanceolata
Hemisaga lanceolata är en insektsart som beskrevs av Kjell Ernst Viktor Ander 1957. Hemisaga lanceolata ingår i släktet Hemisaga och familjen vårtbitare. Inga underarter finns listade i Catalogue of Life.